# Linzer Auge

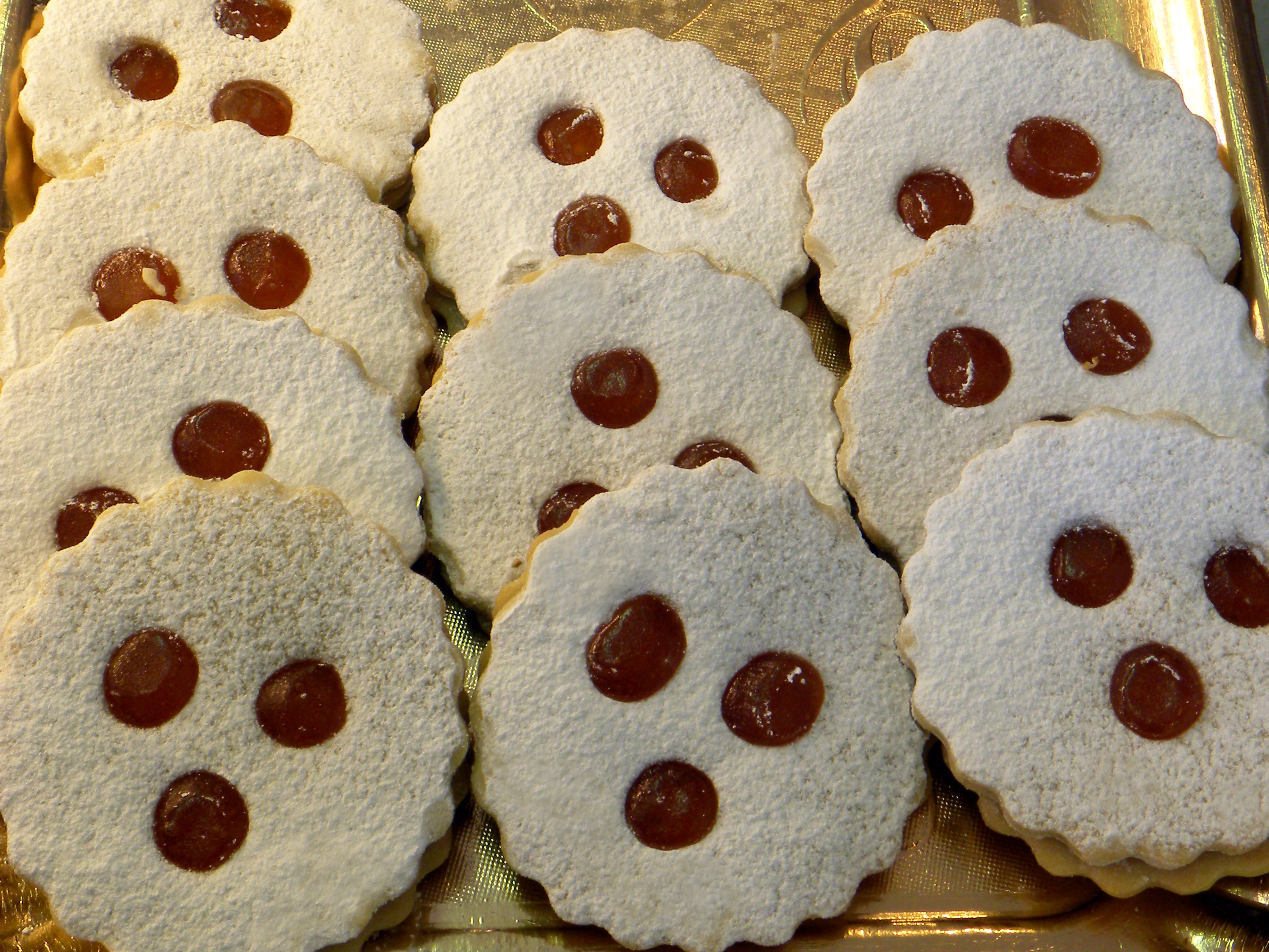
Linzer Augen

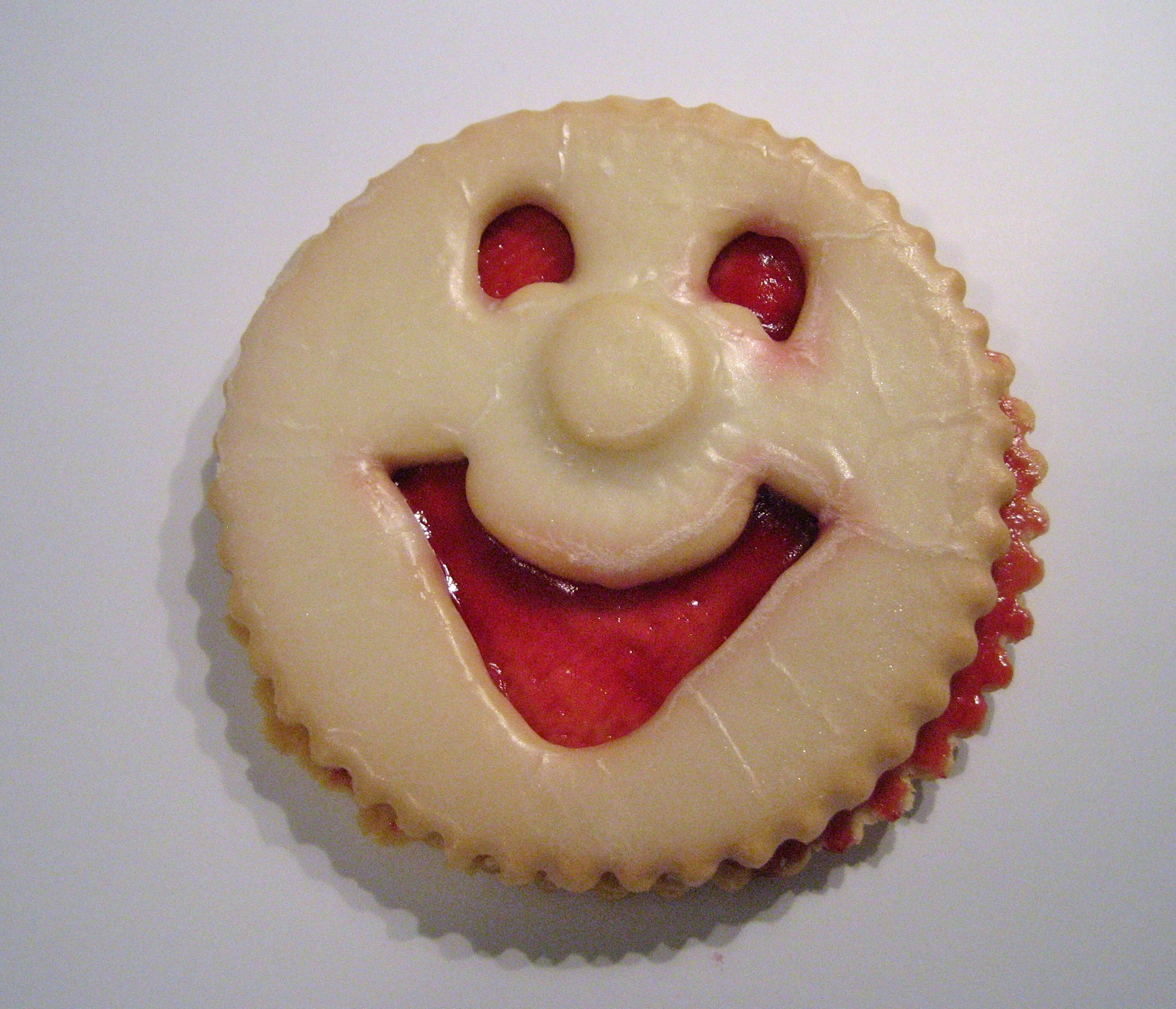
Spitzbube

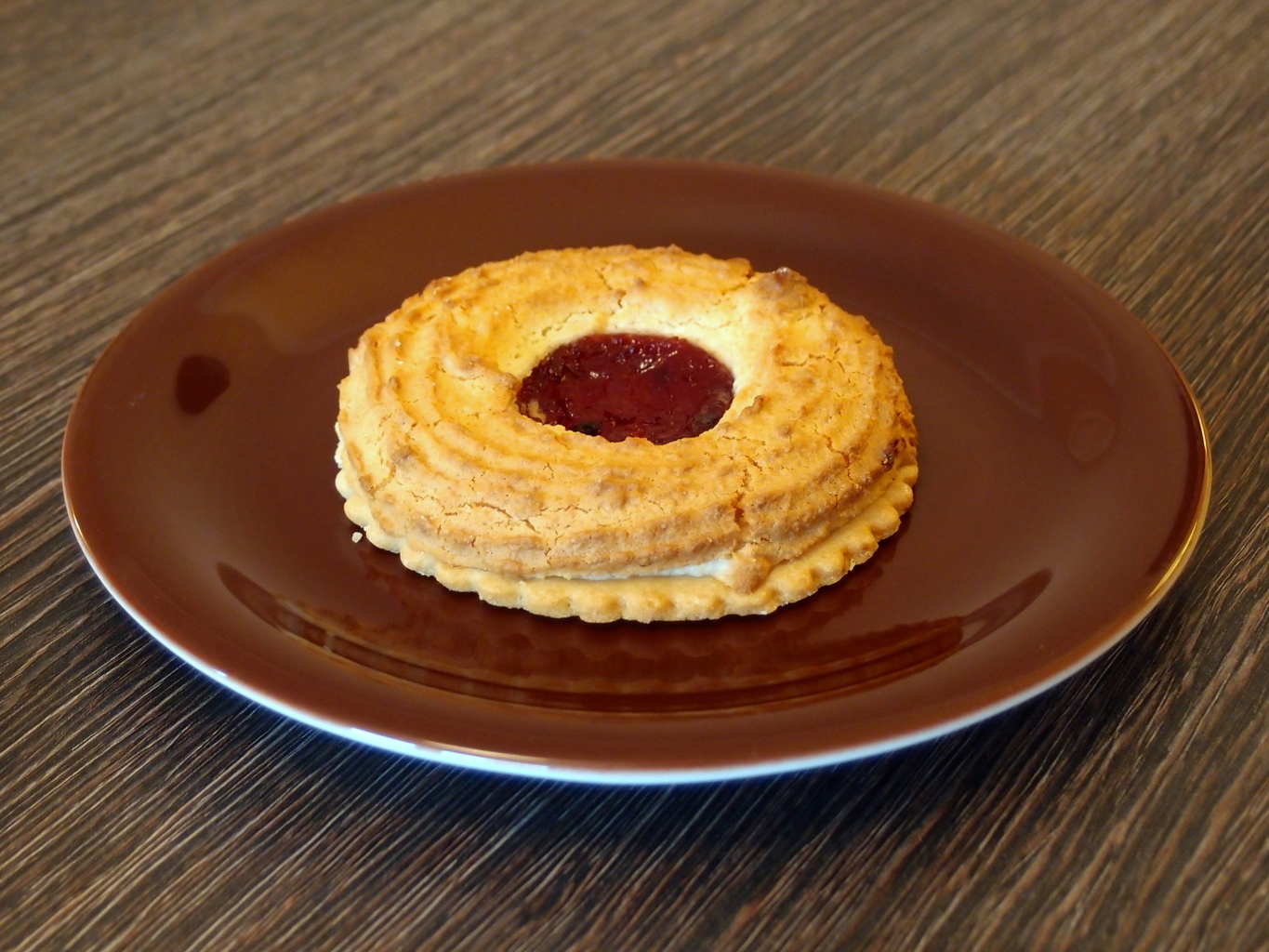
Variante Ochsenauge

Linzer Augen sind kreisförmige feine Backwaren aus Linzer Teig mit einem Durchmesser von 4 bis 10 Zentimetern. In Österreich zählen die Linzer Augen zum Teegebäck  und Weihnachtsgebäck.

## Bestandteile
Brauner Linzer Teig ist ein Mürbeteig und besteht aus Mehl, Zucker, Butter, Ei sowie Mandeln oder Nüssen. Der Teig wird mit Zimt und Nelken abgeschmeckt. Linzer Teig wird häufig als Mandel- oder Nussmürbeteig bezeichnet.
Weißer Linzer Teig ist eine in Österreich verbreitete Art des Linzer Teiges aus Mehl, Zucker, Butter, Eigelb und geriebener Zitronenschale. Mit geschälten Mandeln entsteht weißer Teig, mit ungeschälten brauner.
Auf den unteren kreisförmigen Boden wird eine dünne Schicht Ribiselmarmelade (Johannisbeerenkonfitüre) aufgetragen, darauf kommt eine weitere Lage Teig, dem kreisförmige Löcher, die „Augen“, ausgestochen wurden. Wahlweise besitzen Linzer Augen ein Loch in der Mitte oder drei, die in Dreieckskonstellation angeordnet sind. Nach dem Backen werden Boden und Decke zusammengefügt und mit Staubzucker bestreut.

## Weitere Bezeichnungen
Eine vor allem in der Schweiz, aber auch in Süddeutschland, Österreich und Südtirol vorkommende regionale Bezeichnung ist Spitzbub. Oft bilden die Ausschnitte dabei ein Gesicht. Das älteste bekannte Rezept findet sich im Kochbuch „Das Meisterwerk der Küche“ aus dem Jahr 1929. Im Unterschied zum Linzer Auge und zum Ochsenauge enthalten die Spitzbuben allerdings kein Eigelb.
In der Pfalz ist auch die Bezeichnung Pfauenauge bekannt. In Kärnten ist die Bezeichnung Linzer Rad(l) üblich. In Baden ist der Name Hildabrötchen geläufig, der auf die letzte Großherzogin des Landes Hilda von Nassau zurückgeht. Backrezepte mit dieser Bezeichnung finden sich mindestens seit dem Jahr 1900.

## Variante
Eine Abwandlung ist das Ochsenauge oder Ochsenäuglein, in der Schweiz Vogelnestchen genannt: Einem Boden aus Mürbeteig wird kreisrund eine Linzer Masse oder Makronenmasse aufgespritzt, in dessen Mitte Konfitüre gefüllt wird, bevor sie gebacken wird. Dekor aus Hagelzucker oder Mandeln ist üblich.